# 순천만정원로
순천만정원로(Suncheonmanjeongwon-ro)는 전라남도 순천시 오천동 서문삼거리에서 풍덕동 원협하나로마트사거리 를 연결하는 도로이다.

## 주요 경유지
전라남도
- 순천시 (도사동 .풍덕동)

## 노선
| 이름                    | 접속 노선        | 소재지 | 소재지 | 비고 |
| ----------------------- | ---------------- | ------ | ------ | ---- |
| 서문삼거리              | 남승룡로         | 순천시 | 도사동 |      |
| 정원주차장사거리        | 오천1길          | 순천시 | 도사동 |      |
| 오천골드클래스A앞삼거리 | 오천5길          | 순천시 | 도사동 |      |
| 오천대광A앞사거리       | 오천5길          | 순천시 | 도사동 |      |
| 남산초사거리            | 오천7길 풍덕새길 | 순천시 | 풍덕동 |      |
| 원협하나로마트사거리    | 남산로           | 순천시 | 풍덕동 |      |
| 우석로와 직결           |                  |        |        |      |

## 주요 건물 및 시설
- 스타벅스 순천오천점 (순천만정원로 86/풍덕동 1757-1)